# 제주시장 선거
제주시장 선거는 제주도 제주시의 시장을 선출했던 선거였다. 2006년 제주특별자치도가 출범하면서 제주시가 행정시로 변경되면서 폐지되었다.

## 역대 민선 제주시장
| 선거   | 정당 | 정당           | 시장   |
| ------ | ---- | -------------- | ------ |
| 1995년 |      | 민주자유당     | 고민수 |
| 1998년 |      | 새정치국민회의 | 김태환 |
| 2002년 |      | 무소속         | 김태환 |
| 2004년 |      | 한나라당       | 김영훈 |

## 역대 선거 결과

### 제1회 전국동시지방선거
|  | 40.85% |

|  | 40.64% |

|  | 18.49% |

### 제2회 전국동시지방선거
|  | 60.72% |

|  | 39.27% |

### 제3회 전국동시지방선거
| 제3회 전국동시지방선거제주시장 선거 |         |        |           |                  |      |      |
| 유권자수: 196,356명                 |         |        |           |                  |      |      |
| 후보                                | 후보    | 정당   | 득표      | 득표율           | 당락 | 비고 |
|                                     | 김태환  | 무소속 | 115,920표 | \| \| 100.00% \| | 당선 |      |
| 합계                                | 합계    | 합계   | 115,920표 |                  |      |      |
|                                     | 100.00% |        |           |                  |      |      |

### 2004년 대한민국 재보궐선거
김태환 시장의 사임으로 인해 치러진 2004년 대한민국 재보궐선거에서 한나라당 김영훈 후보가 당선되었다.

## 같이 보기
- 제주시장